# Межигорцы
Межигорцы (укр. Межигірці) — село в Дубовецкой сельской общине Ивано-Франковского района Ивано-Франковской области Украины.
Население по переписи 2001 года составляло 638 человек. Занимает площадь 10,874 км². Почтовый индекс — 77171. Телефонный код — 03431.